# بينما أرقد محتضرة
بينما أرقد محتضرة هي رواية من عام 1930، من النوع القوطي الجنوبي، للمؤلف الأمريكي ويليام فوكنر. قال فوكنر إنه كان يكتب الرواية منذ منتصف الليل وحتى الساعة الرابعة فجرًا على مدى ستة أسابيع وإنه لم يغير كلمةً فيها. كتبها فوكنر عندما كان يعمل في محطة توليد كهرباء، ونشرها عام 1930، ووصفها بأنها «عمل يدل على البراعة». هي الرواية الخامسة لفوكنر، والمصنفة بشكل ثابت من بين أفضل روايات أدب القرن العشرين. عنوان الرواية مُستمد من الكتاب الحادي عشر لملحمة الأوديسة لهوميروس (ترجمة ويليام ماريس لعام 1925)، حين يقول أجاممنون إلى أوديسيوس: «بينما أرقد محتضرة، لم تغلق المرأة ذات عيون الكلب عيوني عندما نزلت إلى العالم السفلي».
تستخدم الرواية أسلوب تيار الوعي، والرواة المتعددون، وفصول ذات أطوال مختلفة.

## ملخص الرواية
يروى الكتاب بواسطة 15 شخصية مختلفة على مدى 59 فصلًا. هو قصة موت آدي بوندرين وسعي عائلتها الفقيرة والريفية ودوافعها – نبيلة أو أنانية - للوفاء بأمنيتها في أن تُدفن في مسقط رأسها في جيفيرسون، مسيسيبّي.
عند افتتاح الكتاب تكون آدي على قيد الحياة، بالرغم من صحتها المعتلة. تتوقع آدي وآخرون أن تموت قريبًا، وتجلس بجانب نافذة تشاهد ابنها البكر، كاش، يبني لها تابوتها. ينتظر آنس زوج آدي على الشرفة، بينما تُهوّي ابنتهما ديوي ديل والدتها في حرارة شهر يوليو. تبدأ عاصفة مطرية قوية في الليلة التي تتلو موت آدي؛ وترتفع مستويات الأنهار وتجرف الجسور التي سوف تحتاج العائلة عبورها للوصول إلى جيفيرسون.
تبدأ رحلة العائلة بواسطة العربة، مع جسد آدي غير المحنط في التابوت. وعلى الطريق، يواجه آنس والأطفال الخمسة صعوباتٍ عدة. يرفض آنس بشكل متكرر أي عروض للمساعدة، بما فيها وجبات الطعام والمسكن، فكانت العائلة في بعض الأوقات تجوع وتنام في الحظائر. ويرفض في أوقات أخرى أخذ القروض من الناس، مُدَّعيًا برغبته في «ألّا يكون مدينًا لأي رجل»، وهكذا يتلاعب على المُقرض المحتمل ليعطيه صدقة كهدية لن يُسدَدَ ثمنها.
يحاول جوّيل، وهو طفل آدي الأوسط ترك عائلته المُختلة بعد بيع آنس لأثمن مقتنيات جوّيل، وهو حصانه، ومع ذلك لا يمكنه أن يتخلى عنهم خلال المشقات. يكسر كاش ساقًا وينتهي به الأمر راكبًا فوق التابوت. يرفض الاعتراف بأي انزعاج، ولكن العائلة تضع له في النهاية جبيرة مؤقتة من الأسمنت على رجله. كادت العائلة تفقد تابوت آدي مرتين – الأولى، خلال عبور النهر من على الجسر المُنجرف (ضاع منهم بغلين وقتها)، والثانية، عند نشوب حريق من مصدر مجهول في الحظيرة حيث يُخزَّن التابوت في إحدى الليالي.
بعد تسعة أيام، تصل العائلة أخيرًا إلى جيفيرسون، حيث تُشَم الرائحة النتنة من التابوت بسرعة من قبل سكان المدينة. وفي المدينة، لدى كلٍ من أفراد العائلة أعماله التي عليه القيام بها هناك. تحتاج رجل كاش المكسورة إلى عناية. تذهب ديوي ديل للمرة الثانية في الرواية إلى صيدلية، محاولةً الحصول على عملية إجهاض لا تعرف كيفية السؤال عنها. أولًا، برغم ذلك، يريد آنس استعارة بعض المعاول لدفن آدي، لأن هذه كانت غاية الرحلة وعلى العائلة فعلها سويةً. قبل حدوث ذلك، على أية حال، يُلقى القبض على الأبن البكر الثاني دارل لإشعاله النار في الحظيرة ويُرسل إلى مستشفى الأمراض العقلية لولاية مسيسيبّي في جاكسون. فور دفن آبي، يُجبِر آنس ديوي ديل على التخلي عن النقود التي أعطاها إياها لايف (الرجل الذي تسبب بحملها) لأجل الإجهاض، والتي يُنفقها للحصول على «سن جديد»، ويتزوج من المرأة التي استعار المجارف منها.
كما في العديد من أعمال فوكنر، تقع أحداث القصة في مقاطعة يوكناباتا، ميسيسيبّي، والتي يُشير إليها فوكنر بقوله «مقاطعتي المُختلَقة»، وهي سردٌ خيالي عن منزل المؤلف في مقاطعة لافاييت في نفس الولاية.

## الشخصيات
- آنس بندرن (Anse Bundren): الأب الكسول والعاجز، الذي يبدو أن اهتمامه الأساسي هو الحصول على طقم أسنان جديد أثناء الرحلة.
- كاش بندرن (Cash): الابن الأكبر، نجار بارع، يصنع نعش أمه بعناية متناهية.
- دارل بندرن (Darl Bundren): الابن الثاني، الأكثر إدراكًا ووعيًا، لكنه ينزلق نحو الجنون لاحقًا.
- جول بندرن (Jewel Bundren): ابن آدي من علاقة خارج الزواج، عنيف ومندفع، لكنه شديد الولاء لأمه.
- ديوي ديل بندرن (Dewey Dell Bundren): الابنة الوحيدة، حامل من علاقة غير شرعية، تبحث عن وسيلة للإجهاض.

- فاردامان بندرن (Vardaman Bundren): أصغر الأبناء، طفل بريء يعبّر عن حزنه بجملة صارت مشهورة: "أمي سمكة".
- إلى جانب هذه الشخصيات المحورية في رواية "بينما أرقد محتضرة" لويليام فوكنر، هناك أيضًا شخصيات ثانوية تضيف عمقًا للسرد وتعكس ملامح المجتمع الجنوبي الأمريكي في أوائل القرن العشرين:
  - آدي بندرن (Addie Bundren): الأم الراحلة التي تدور حولها أحداث الرواية، تُروى بعض فصولها من منظورها بعد موتها، كاشفة عن استيائها من حياتها وزواجها، ورؤيتها القاتمة للعالم.
  - فيرن تلمان (Vernon Tull): الجار المزارع، يساعد عائلة بندرن في رحلتهم، وهو شخصية متعاطفة تمثل التضامن البسيط بين الجيران في الريف.
  - كوورا تلمان (Cora Tull): زوجة فيرن، متدينة وثرثارة، تقدم منظورًا محافظًا وأخلاقيًا للأحداث، لكنها أحيانًا متحيزة.
  - سامسون (Samson): رجل قروي يستضيف العائلة لفترة قصيرة، ويعبر عن استغرابه من إصرارهم على مواصلة الرحلة في ظروف صعبة.
  - ويتفيلد (Whitfield): القس المحلي، الذي كان على علاقة سرية بآدي، وهو والد جول البيولوجي، ويحاول إخفاء ذنبه خلف مظهره الديني.  هذه الشخصيات، الرئيسية منها والثانوية، تُسهم في بناء عالم فوكنر الروائي القائم على تعدد الأصوات، حيث يُروى العمل عبر 15 راوياً مختلفا.

## الموضوعات الرئيسية
تتناول الرواية موضوعات متعددة مثل الموت، الألم، الانتماء، والهوية، بالإضافة إلى الصراعات الداخلية لكل شخصية داخل العائلة. تعكس الرواية قسوة الحياة والتحديات النفسية والاجتماعية التي تواجه الأفراد في مواجهة الفقد والموت. كما تسلط الضوء على مفهوم الأسرة بوصفها وحدة معقدة تجمع بين الحب والتوتر، حيث تتشابك مصالح الأفراد وتناقضاتهم الشخصية. تتناول الرواية أيضًا موضوعات الاغتراب والعزلة، إذ يشعر كل فرد من أفراد العائلة بالانفصال عن الآخرين وعن ذاته، مما يعمق من حالة التوتر النفسي. بالإضافة إلى ذلك، تعبر الرواية عن الصراع بين الإنسان والطبيعة، حيث تمثل البيئة القاسية في جنوب الولايات المتحدة عاملًا مضافًا يزيد من معاناة الشخصيات ويبرز هشاشة وجودهم. عبر هذه الموضوعات، تقدم الرواية رؤية فلسفية حول الحياة والموت، وتعكس طبيعة التجربة الإنسانية في مواجهة الألم والفقد.

## الاسلوب
يتسم أسلوب رواية "بينما أرقد محتضرة" بالاقتصاد اللغوي والدقة في الوصف، حيث يستخدم فوكنر جملًا قصيرة ومتقطعة أحيانًا تعكس الحالة النفسية المضطربة للشخصيات. يتجلى في النص أيضًا توظيف المكثف للرموز والصور البصرية، مثل الأنهار والطرق والأماكن الطبيعية، التي تعزز الأجواء الدرامية وتُبرز العلاقة الجدلية بين الإنسان والبيئة المحيطة به. كما أن تعدد وجهات النظر في السرد لا يقدم فقط تنوعًا في الرواية، بل يسمح بفهم أعمق للتجربة الجماعية والعائلية، موضحًا كيف تتشابك مصائر الأفراد في إطار أوسع من الألم والصراع. من خلال هذا الأسلوب السردي المبتكر والمعقد، نجح فوكنر في خلق نص أدبي غني متعدد الطبقات، يفتح آفاقًا واسعة للتفسير والتحليل، ويُعد نموذجًا بارزًا لتجربة الحداثة في الأدب الأمريكي.
كما يبرز في أسلوب فوكنر في "بينما أرقد محتضرة" توظيفه للغة الداخلية أو ما يُعرف بـ"التيار الوعي"، حيث تنساب أفكار الشخصيات ومشاعرها بشكل غير منظم وطليق، مما يعكس عمق التوترات والارتباكات النفسية التي تمر بها. هذا الأسلوب يمكّن القارئ من الانغماس الكامل في عوالم الشخصيات الذهنية، ويكشف عن زوايا خفية لشخصياتها لا يمكن الوصول إليها من خلال السرد التقليدي. كما يتخلل النص فواصل إيقاعية تعكس اللحظات الحاسمة في مسار الرواية، مضفية عليها نغمة درامية متصاعدة. وقد ساهم هذا الأسلوب التجريبي في تعزيز مكانة الرواية كعمل أدبي رائد يعكس تجارب الإنسان المعاصر في مواجهة الفقد والاغتراب، ويمثل قفزة نوعية في تطور تقنيات السرد الروائي الحديث.